# Live by Night (film)
Live by Night is een Amerikaanse misdaadfilm uit 2016 die geschreven en geregisseerd werd door Ben Affleck, die eveneens de hoofdrol vertolkt. De film is gebaseerd op de gelijknamige roman van schrijver Dennis Lehane.

## Verhaal
Joe Coughlin is een Eerste Wereldoorlog-veteraan die tijdens de drooglegging geld verdient met het plegen van misdaden. Zijn vader is Thomas Coughlin, de politiekapitein van Boston. Wanneer hij een relatie begint met Emma Gould, de maîtresse van de Ierse gangsterbaas Albert White, komt Joe al snel in de problemen. Hij belandt in de gevangenis en besluit na zijn vrijlating om zich samen met zijn rechterhand Dion Bartolo aan te sluiten bij de Italiaanse maffia in Tampa (Florida), waar er veel geld kan verdiend worden met de illegale handel in rum. 
In Florida begint Joe een relatie met Graciela Suarez, de zus van een Cubaanse zakenpartner. Terwijl hij probeert om zijn misdaadimperium uit te breiden en te beschermen tegen aanvallen van onder meer rivaliserende gangsters en de Ku Klux Klan, wordt hij geconfronteerd met enkele spoken uit zijn verleden.

## Rolverdeling
| Acteur               | Personage           |
| -------------------- | ------------------- |
| Ben Affleck          | Joe Coughlin        |
| Zoë Saldana          | Graciella Suarez    |
| Elle Fanning         | Loretta Figgis      |
| Sienna Miller        | Emma Gould          |
| Scott Eastwood       | Danny Coughlin      |
| Chris Sullivan       | Brendan Loomis      |
| Anthony Michael Hall | Gary Smith          |
| Brendan Gleeson      | Thomas Coughlin     |
| Titus Welliver       | Tim Hickey          |
| Chris Messina        | Dion Bartolo        |
| Max Casella          | Digger Pescatore    |
| Chris Cooper         | Chief Irving Figgis |
| Robert Glenister     | Albert White        |
| Remo Girone          | Maso Pescatore      |

## Productie
In 2012 bracht schrijver Dennis Lehane de misdaadroman Live by Night (Nederlands: Nachtleven) uit. Acteur Leonardo DiCaprio kocht via zijn productiebedrijf Appian Way de rechten op het boek. In oktober 2012 werd aangekondigd dat Ben Affleck de film zou schrijven en regisseren, en de hoofdrol zou vertolken.
In 2013 ging Affleck met enkele leden van de filmcrew op zoek naar geschikte locaties in Tampa (Florida) en Massachusetts. De opnames waren gepland voor het najaar van 2013, maar werden met meer dan een jaar uitgesteld zodat Affleck kon meewerken aan de films Gone Girl (2014) en Batman v Superman: Dawn of Justice (2016). In september 2014 werden actrices Sienna Miller, Zoë Saldana en Elle Fanning aan de cast toegevoegd.
De opnames gingen uiteindelijk pas op 28 oktober 2015 van start aan de kust van Georgia. Er werd verder ook gefilmd op Tybee Island, in Savannah en aan het Fort Pulaski National Monument op Cockspur Island. Enkele buitenscènes werden opgenomen aan Afflecks eigen woning op Hampton Island, in de buurt van Riceboro. De locaties in Georgia werden om fiscale redenen verkozen boven locaties in het naburige Florida. Van december 2015 tot februari 2016 verhuisden de opnames naar Los Angeles, waar er gefilmd werd in onder meer Pasadena en het Millennium Biltmore Hotel.
Cameraman Robert Richardson gebruikte voor de opnames zowel de digitale camera Arri Alexa 65 als oudere Panavision-lenzen van 65 mm.